# L'Heure sans Dieu et Autres Histoires pour enfants
L'Heure sans Dieu et Autres Histoires pour enfants (Die Stunde ohne Gott und andere Kindergeschichten) est un livre de Lou Andreas-Salomé paru en 1922, dont la traduction, l'annotation et la postface sont de Pascale Hummel.
Après Rose Maria-Groppe qui s'est intéressée dans son livre Lou Andreas-Salomé mit Sigmund Freud : Grenzgaenge zwischen Literatur ind Psychoanalyse à la manière dont Lou Andreas-Salomé a repris des thèmes de l'école freudienne principalement dans ses essais théoriques, mais aussi en dans certains de ses textes de fiction dont la nouvelle intitulée Ruth, et un texte intitulé : Die Stunde ohne Gott und andere Kindergeschichten (introduisant ainsi une voie à la frontière entre la littérature et la psychanalyse et l'importance de l'ancien pour cette dernière, tout en proposant une analyse de la femme elle-même) ; Kristine Jennings fait de même dans sa thèse (publiée en 2008). Lou Andreas-Salomé n'en est cependant pas prisonnière, n'hésitant pas à s'éloigner de Freud ou à le contredire ; Groppe considère même que les idées de Salomé semblent « anticiper les articulations d'un autre analyste de l'école freudienne : Jacques Lacan »